# Абу Бакр Мухаммад ибн Зекария ал-Рази
Абу Бакр Мухаммад ибн Зекария ал-Рази (زكريای رازی, в Европа – Разис) е персийски химик, лекар, алхимик и философ.
Автор е на над 200 книги от различни научни сфери, занимава се и с музика. Допринася много за медицината, известно време е директор в болницата в Рее.

## Приноси за медицината
Като главен лекар в Багдад, Рази формулира първото описание на едрата и дребната шарка. Книгата му al-Judari wa al-Hasbah („Едра и дребна шарка“) е първата, която описва болестите и как протичат те. По-късно книгата е преведена на латински.
Рази е познат и като откривател на „алергичната астма“. Открива, че някои миризми на растения причиняват алергии.
Първи разбира, че високата температурата е защитен механизъм на тялото, за да се пребори с болестта.
Зекария Рази атакува шарлатаните и различните измамни лечители. Написва следния етичен принцип:
| „ | Целта на Лекаря е да върши добро дори за нашите врагове, много повече за нашите приятели, за моята професия е забранено да нараняваме себеподобните, като се основава на ползата и благополучието на човешката раса, Бог налага клетва на лекарите да не създават умъртвяващи средства. | “ |

Книги за медицината:
- „Целомъдреният живот“ (al-Hawi Arabic: الحاوي)

- „Медицински съветник за широката публика“ (Man la Yahduruhu Al-Tabib) (Arabic: من لا يحضره الطبيب)
- „Болести при децата“
- „Едра шарка и морбили“ (Kitab fi al-jadari wa-al-hasbah)

## Приноси за химията
Рази разработва няколко химически инструмента, които остават в употреба. Той е известен с усъвършенстването на методите на дестилация и екстракция, които довеждат до откритието на сярна киселина. Той е първият, който дестилира керосин и нефтопродукти.

## Приноси за философията
Рази се придържа към възгледа за атомната теория на Демокрит, според която материята съществува под формата на неделими частици – кванти. Тези идеи са близки с откритията на по-късни европейски учени, като Джон Далтон и Макс Планк, както и на теоретичните произведения на астронома Хелтън Арп и философа Майкъл Милър.

## Признание
- Съвременният Институт „Рази“ в Техеран и Университета „Рази“ в Керманшах, са кръстени в негова чест.
- Всяка година на 27 август в Иран се отбелязва „Рази Ден“ („Ден на аптеката“).